# A Dóra és barátai epizódjainak listája
Ez a lap a Dóra és barátai című televíziós sorozat epizódjainak listáját tartalmazza.

## Évados áttekintés
| Évad | Évad          | Epizódok      | Eredeti sugárzás     | Eredeti sugárzás   | Magyar sugárzás   | Magyar sugárzás    |
| Évad | Évad          | Epizódok      | Évadpremier          | Évadfinálé         | Évadpremier       | Évadfinálé         |
| ---- | ------------- | ------------- | -------------------- | ------------------ | ----------------- | ------------------ |
|      | Bevezető rész | Bevezető rész | 2011. augusztus 7.   | 2011. augusztus 7. | n/a               | n/a                |
|      | 1             | 20            | 2014. augusztus 18.  | 2016. február 5.   | 2015. március 30. | 2016. október 7.   |
|      | 2             | 20            | 2015. szeptember 10. | 2017. február 5.   | 2016. május 20.   | 2016. november 26. |

## Epizódok

### Bevezető rész
| Hivatalos epizódcím                      | Hivatalos premier  | Hivatalos magyar cím | Hivatalos magyar premier |
| ---------------------------------------- | ------------------ | -------------------- | ------------------------ |
| Dora's Explorer Girls: Our First Concert | 2011. augusztus 7. |                      |                          |

### 1. évad
| #      | Hivatalos epizódcím         | Hivatalos premier    | Hivatalos magyar cím            | Hivatalos magyar premier                                       |
| ------ | --------------------------- | -------------------- | ------------------------------- | -------------------------------------------------------------- |
| 1.     | Doggie Day                  | 2014. augusztus 18.  | Örökbefogadási nap              | 2015. március 30.                                              |
| 2.     | The Magic Ring              | 2014. augusztus 28.  | A varázsgyűrű                   | 2015. március 31.                                              |
| 3.     | Dance Party                 | 2014. augusztus 26.  | Táncparti                       | 2015. április 1.                                               |
| 4.     | We Save a Pirate Ship       | 2014. augusztus 22.  | Megmentjük a kalózhajót         | 2015. április 2.                                               |
| 5.     | The Search for Mono         | 2015. január 16.     | Mono keresése                   | 2015. április 3.                                               |
| 6.     | Dora Saves Opera Land       | 2014. szeptember 18. | Dóra megmenti az operák földjét | 2015. április 4.                                               |
| 7.     | The Royal Ball              | 2014. szeptember 4.  | A királyi bál                   | 2015. április 6.                                               |
| 8.     | Magic Land!                 | 2014. szeptember 11. | A varázslatok földje            | 2015. április 7.                                               |
| 9.     | Puppet Theater              | 2014. október 2.     | A bábszínház                    | 2015. április 8.                                               |
| 10.    | Dora in Clock Land          | 2015. szeptember 8.  | Dóra a kakukkos órák országában | 2015. április 10.                                              |
| 11.    | Mystery of the Magic Horses | 2014. november 24.   | A varázslovak titka             | 2015. június 19.                                               |
| 12.    | Magical Mermaid Adventure   | 2015. március 20.    | Varázslatos sellőkaland         | 2015. június 15.                                               |
| 13.    | Buddy Race                  | 2015. február 13.    | A pajtáskupa                    | 2015. június 16.                                               |
| 14-15. | Dragon in the School        | 2016. február 5.     | Sárkány az iskolában            | 2016. szeptember 24. (Nick Jr.) 2016. október 7. (Nickelodeon) |
| 16.    | Trick or Treat              | 2015. október 23.    | Csokit vagy csalunk!            | 2015. október 26. (Nick Jr.) 2015. október 30. (Nickelodeon)   |
| 17.    | S'more Camping              | 2015. június 19.     | Mályvacukros táborozás          | 2015. november 2.(Nick Jr.) 2015. november 6. (Nickelodeon)    |
| 18-19. | Puppy Princess Rescue       | 2015. május 15.      | A kutyahercegnő megmentése      | 2015. június 17/18.                                            |
| 20.    | We Save the Music           | 2015. június 12.     | Mentsük meg a zenét!            | 2015. november 9.(Nick Jr.) 2015. november 13. (Nickelodeon)   |

### 2. évad
| #   | Hivatalos epizódcím                                                 | Hivatalos premier    | Hivatalos magyar cím                                     | Hivatalos magyar premier |
| --- | ------------------------------------------------------------------- | -------------------- | -------------------------------------------------------- | ------------------------ |
| 21. | Kate's Book                                                         | 2015. szeptember 10. | Kate könyve                                              | 2016. május 20.          |
| 22. | Return to the Rainforest                                            | 2015. szeptember 18. | Visszatérés az esőerdőbe                                 | 2016. április 8.         |
| 23. | The Ballerina and the Troll Prince                                  | 2015. november 6.    | A balerina és a trollherceg                              | 2016. június 17.         |
| 24. | Community Garden                                                    | 2015. november 16.   | Közösségi kert                                           | 2016. május 27.          |
| 25. | Coconut Cumpleaños                                                  | 2015. november 18.   | Kókusz birthday                                          | 2016. június 3.          |
| 26. | Kite Day                                                            | 2015. november 20.   | Papírsárkány-nap                                         | 2016. október 1.         |
| 27. | Dora's Rainforest Reunion: Return to Rainbow Rock, Swiper Emergency | 2015. november 25.   | Visszatérés a szivárványsziklához, Swiper vészhelyzetben | 2016. április 15.        |
| 28. | Dora's Rainforest Reunion: Night Circus                             | 2015. november 25.   | Az éjszakai varázscirkusz                                | 2016. április 22.        |
| 29. | The Princess and the Kate                                           | 2016. január 8.      | A hercegnő és Kate                                       | 2016. november 18.       |
| 30. | Gymnastics Tournament of Light                                      | 2016. január 22.     | A fények tornaversenye                                   | 2016. június 10.         |
| 31. | Soccer Chef                                                         | 2016. február 8.     | A focista séf                                            | 2016. október 8.         |
| 32. | Emma's Violin                                                       | 2016. február 9.     | Emma hegedűje                                            | 2016. október 15.        |
| 33. | Kate Gives Puppets a Hand                                           | 2016. február 10.    | Kate segít a báboknak                                    | 2016. november 4.        |
| 34. | For the Birds                                                       | 2016. február 11.    | A madarakért                                             | 2016. november 11.       |
| 35. | The Lost Necklace                                                   | 2016. szeptember 25. | Az elveszett nyaklánc                                    | 2017. január 30.         |
| 36. | Kate and Quackers                                                   | 2016. szeptember 25. | Kate és Hápi                                             | 2017. február 3.         |
| 37. | A Sockin' Good Party                                                | 2016. november 20.   | A szuperjó zokniparti                                    | 2017. január 31.         |
| 38. | Alana's Food Truck                                                  | 2016. november 20.   | Alana büfékocsija                                        | 2017. február 11.        |
| 39. | Shivers the Snowman                                                 | 2016. december 4.    | Vacogi, a hóember                                        | 2017. február 4.         |
| 40. | The Bridge to Caballee                                              | 2017. február 5.     | A híd Paripavárhoz                                       | 2016. november 26.       |